# Kabalebo Airstrip
Kabalebo Airstrip (ICAO: SMKA) is een landingsstrook bij het Kabalebo Nature Resort. Het heeft een onverharde landingsbaan in het noordwesten van het Surinaamse district Sipaliwini. Het is aangelegd in 1959 en genoemd naar de Kabaleborivier waar het langs ligt.
De landingsbaan is aangelegd ten behoeve van onderzoek in het gebied naar mogelijke bodemschatten, met name bauxiet (Operatie Sprinkhaan). In mei 1959 begon een expeditie naar dit gebied onder leiding van ir. G. Doeve. Enkele maanden later was er een tweede expeditie voor de aanleg van de landingsbaan. Het Kabaleboproject is uiteindelijk gestaakt.
In maart 1962 werd Kabalebo opengesteld voor alle vliegverkeer. Thans faciliteert het vliegveld vooral het (natuur)toerisme in de omgeving van het Kabalebo Nature Resort in het bestuursressort Kabalebo. Frequente gebruikers van deze airstrip zijn Gum Air en Blue Wing Airlines.